# Миноносцы типа V-162
Миноносцы типа V-162 — тип эскадренных миноносцев (по официальной классификации — больших миноносцев), состоявший на вооружении Военно-морского флота Германии в период Первой мировой войны. Всего было построено 3 миноносца этого типа (все по программе 1908 года)

## Энергетическая установка
На кораблях типа в качестве ГЭУ была установлена паротурбинная ЭУ мощностью 16 020 л. с., состоящая из 2 турбин и 3 военно-морских угольных котлов и 1 военно-морского нефтяного котла. Максимальные запасы топлива на эсминцах типа составляли 134 тонны угля и 60 тонн нефти.

## Вооружение
Миноносцы вооружались 2х1 88-мм орудиями. Торпедное вооружение эсминцев состояло из 3 450-мм торпедных аппаратов.

## Список миноносцев типа
| Название | Дата закладки | Дата спуска на воду | Дата вступления в состав флота | Примечания |
| -------- | ------------- | ------------------- | ------------------------------ | ---------- |
| V-162    | 1908          | 9 мая 1909          | 28 мая 1909                    |            |
| V-163    | 1908          | 24 мая 1909         | 22 июля 1909                   |            |
| V-164    | 1908          | 27 мая 1909         | 20 августа 1909                |            |